# Leptomyxida
Ordre
Les Leptomyxida sont un ordre d'amibozoaires (amibes) de la classe des Tubulinea.

## Description
Les Leptomyxida sont des amibes nues avec une forme locomotrice évoluant d'une forme aplatie et élargie ou réticulée, lors d'un mouvement lent, à une forme monopodiale subcylindrique lors d'un mouvement rapide ou dans des conditions spécifiques. Elles ont un uroïde (sorte de queue) adhésif. Elles sont uninucléées (un seul noyau) avec tendance à en avoir plus et chez Leptomyxa, lequel genre est toujours multinucléé (plusieurs noyaux). Elles possèdent un glycocalyx amorphe. L'espèce Rhizamoeba saxonica a des collosomes sous la membrane cellulaire. Les amibes leptomyxides ont tendance à former des plasmodes multinucléés qui peuvent être flabellés (c'est-à-dire semi-circulaire, en forme d'éventail), multilobés ou très ramifiés et réticulés. Ces amibes n'ont jamais de sous-pseudopodes antérieurs.
Les espèces du genre Leptomyxa (genre type de la famille des Leptomyxidae) sont des amibes de formes diverses, allant du type « limax » à ramifié, élargi, réticulé, comme des organismes plasmodiaux. Les cellules peu mobiles ou non mobiles peuvent adopter une forme élargie, semblable à une comète. Elles ont un nombre variable de noyaux (un seul à plusieurs milliers).

## Habitat
Leptomyxa reticulata est une espèce libre, répandue dans le sol, les mousses sèches et l'eau douce.

## Liste des familles
Selon IRMNG (2 février 2025) :
- Flabellulidae Bovee, 1970 emend. Page, 1987
- Gephyramoebidae Pussard & Pons, 1976
- Leptomyxidae Pussard & Pons, 1976 emend. Page, 1987
  - Espèce type : Leptomyxa reticulata Goodey, 1914[1]
- Rhizamoebidae Smirnov et al.[note 3]

## Systématique
Le nom valide complet (avec auteur) de ce taxon est Leptomyxida Pussard (d) & Pons (d), 1976 emend. Page (d), 1987.